# Chorthippus hingstoni
Chorthippus hingstoni är en insektsart som först beskrevs av Boris Petrovich Uvarov 1925.  Chorthippus hingstoni ingår i släktet Chorthippus och familjen gräshoppor. Inga underarter finns listade i Catalogue of Life.